# 港口列表

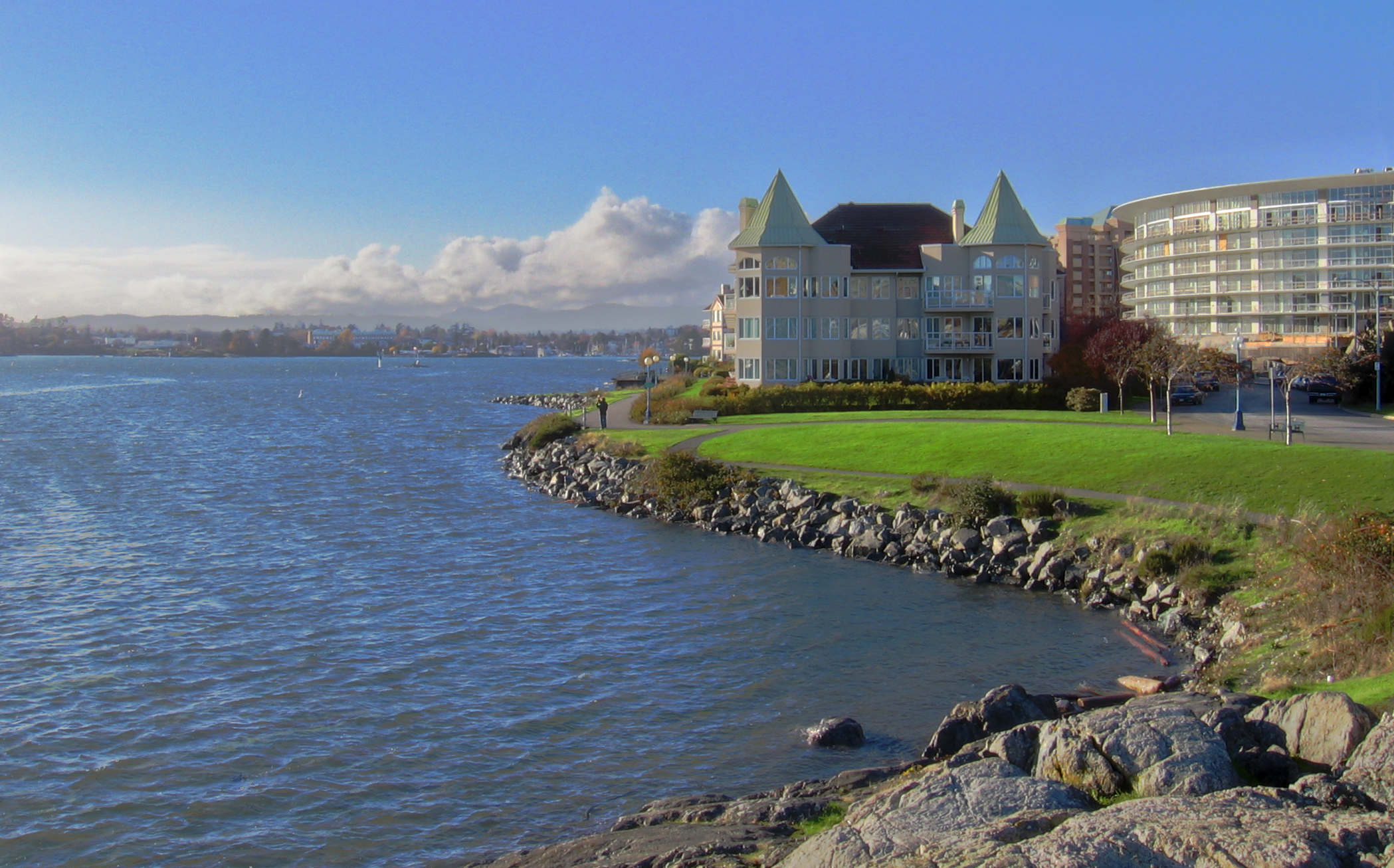
CAN維多利亞 (卑詩) 港一隅

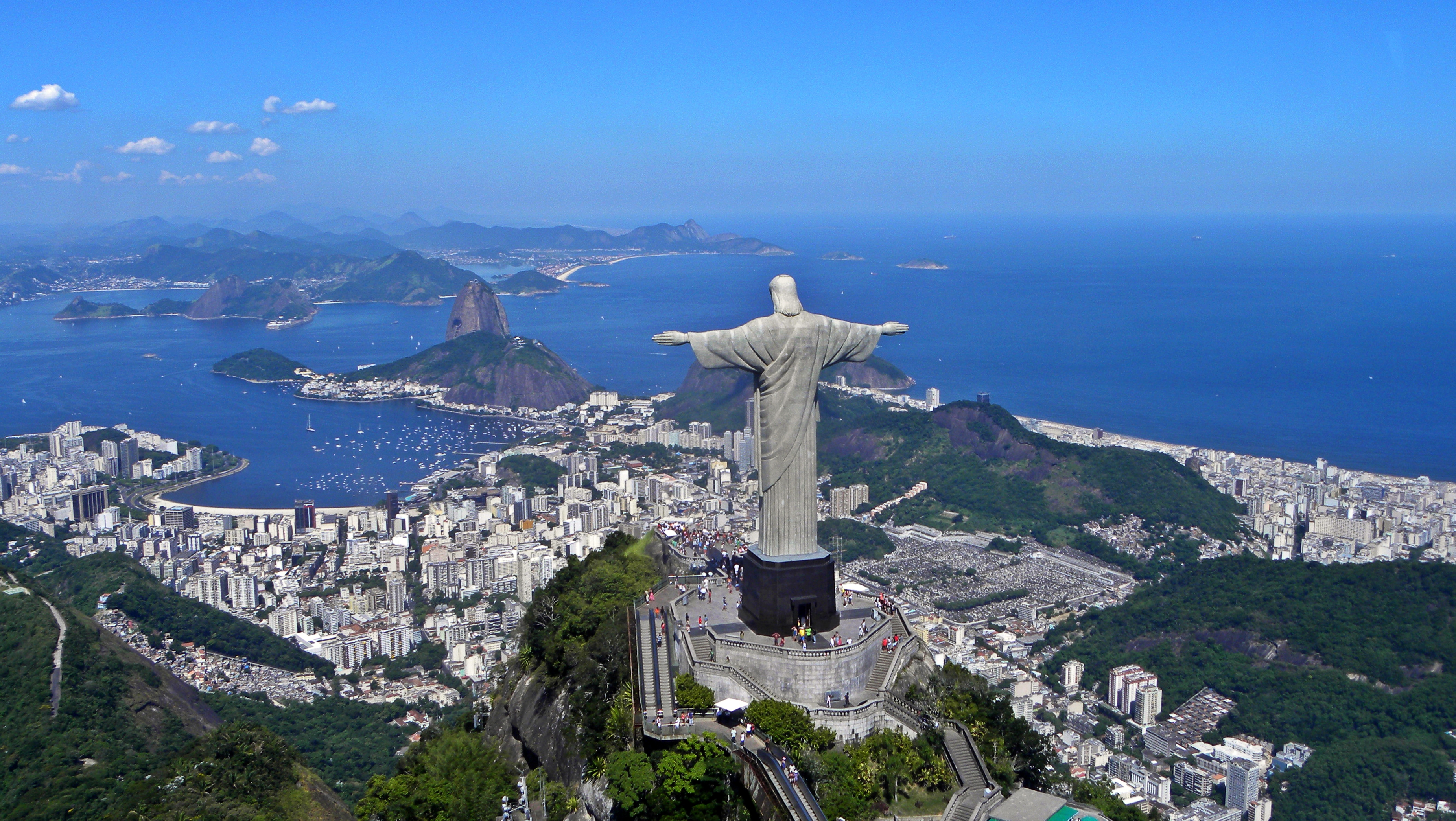
世界三大天然良港之一：BRA里約熱內盧港

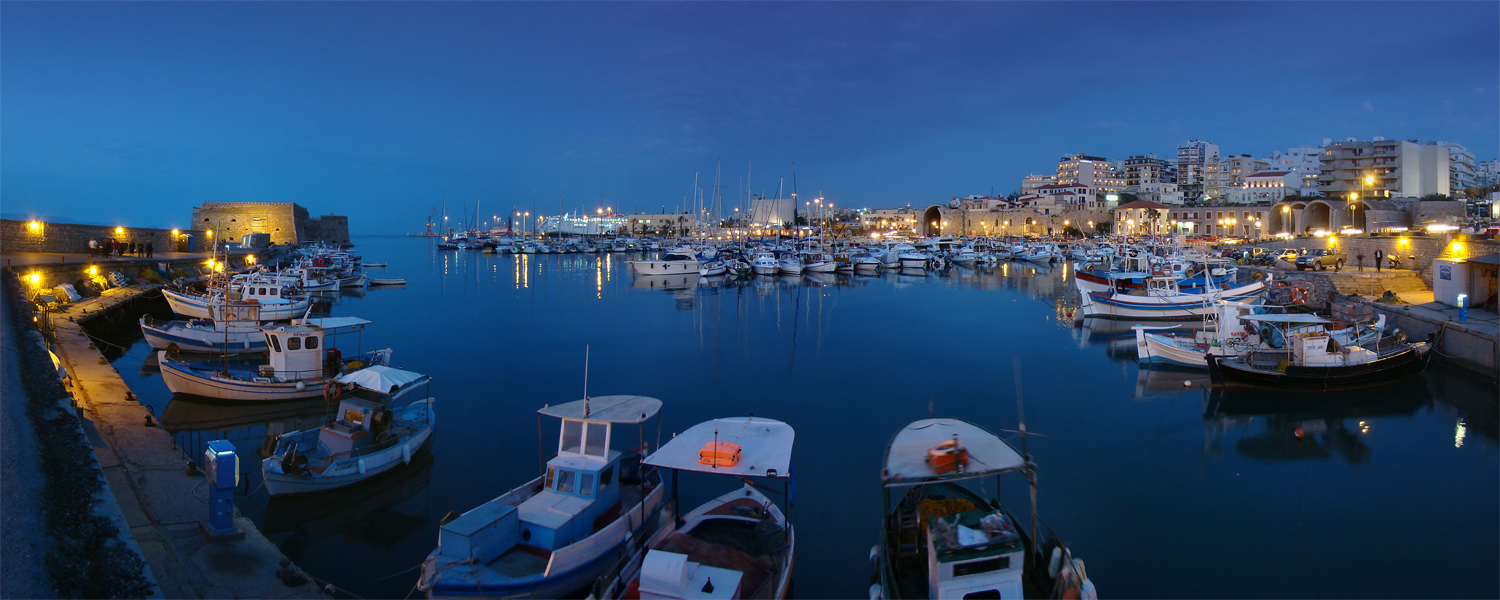
GRE克里特伊拉克利翁港

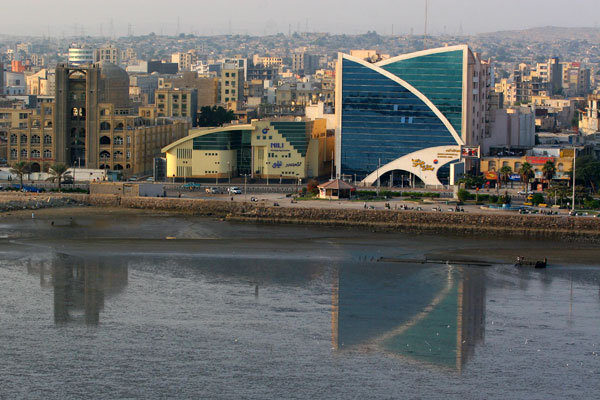
IRN阿巴斯港

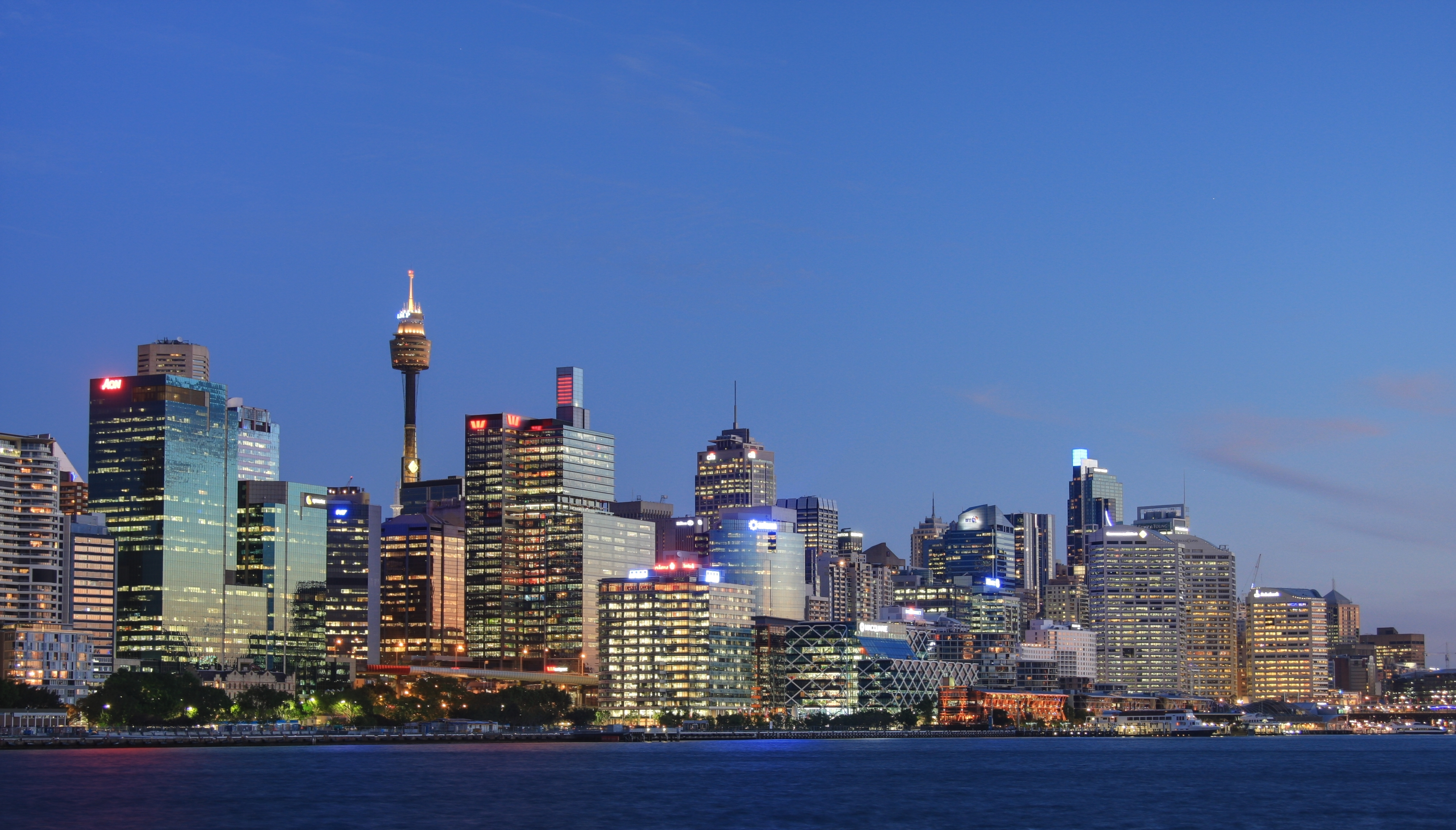
AUS悉尼港商業區

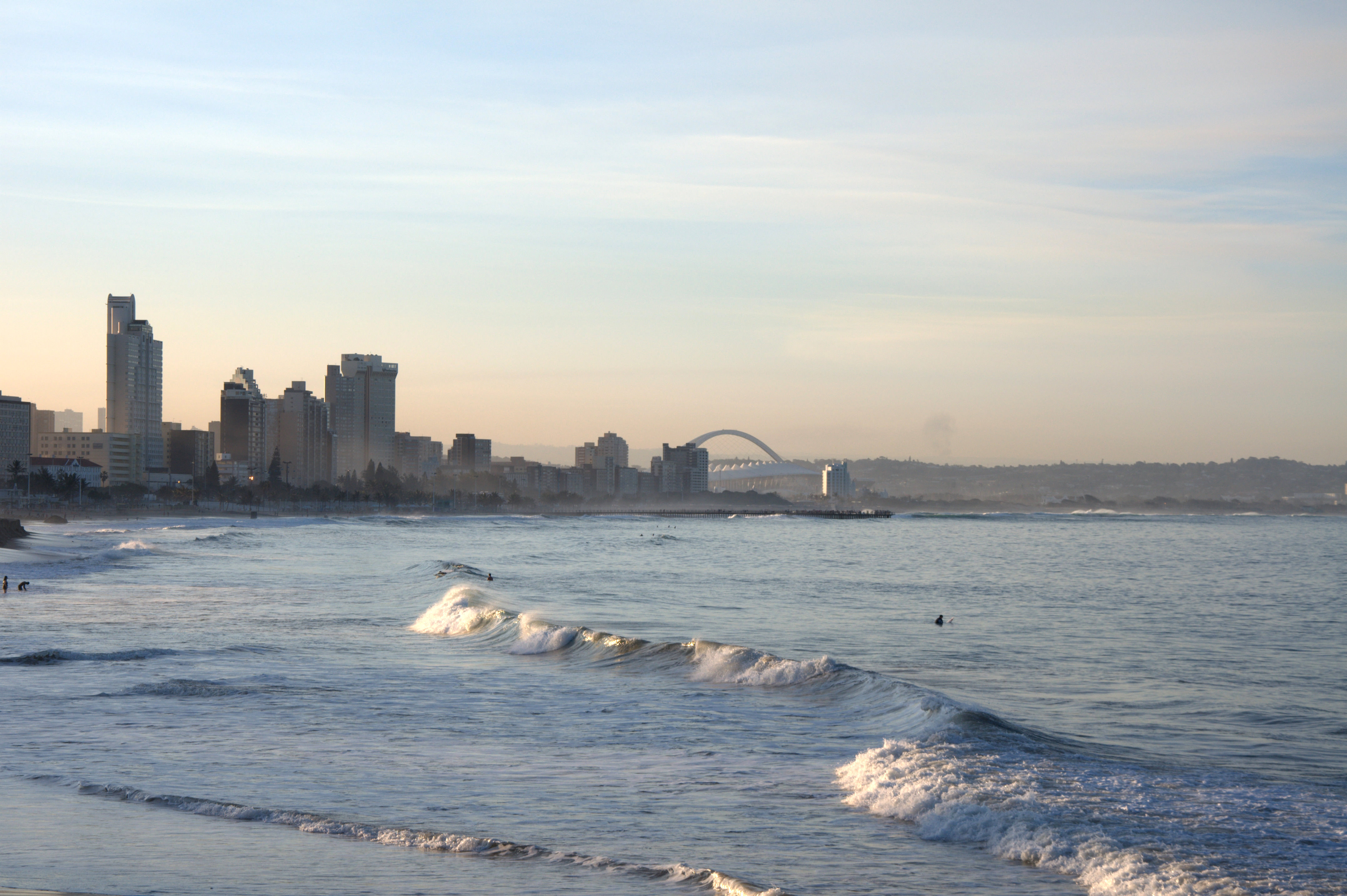
RSA德爾班

這是世界的港口列表，根據港口所在的海域或河流流域分類：

## 大西洋西岸

### 北美大西洋港口
- 加拿大東岸港口
  -  紐芬蘭與拉布拉多省 聖約翰斯
  -  紐芬蘭與拉布拉多省 Botwood
  -  魁北克省 Sept-Îles, Quebec
  -  新斯科舍省 Melford(proposed)
  -  新斯科舍省 哈利法克斯
  - 新不倫瑞克 聖約翰
- 美国東岸港口
  -  缅因州 波特蘭
  -  马萨诸塞州 波士頓
  -  纽约州 紐約港
  -  宾夕法尼亚州 費城
  -  新泽西州 大西洋城
  -  新泽西州 聖約翰 （五月岬）
  -  新泽西州 伊莉莎白
  -  特拉华州 威爾明頓
  -  北卡罗来纳州 威爾明頓 (北卡羅來納州) 
  -  南卡罗来纳州 查爾斯敦
  -  喬治亞州 薩凡納港
  -  喬治亞州 Brunswick
  -  佛罗里达州 聖奧古斯丁 (佛羅里達州)
  -  佛罗里达州 Port Canaveral
  -  佛罗里达州 邁阿密
  -  佛罗里达州 傑克遜維爾
  -  佛罗里达州 Port Everglades
- 巴哈马 拿騷
- 巴拿马 科隆
- 波多黎各 聖胡安
- 百慕大 漢密爾頓
- 橋鎮

### 渥太華河/聖羅倫斯河
- 加拿大港口
  -  魁北克省蒙特婁
  -  魁北克省魁北克市
  -  魁北克省Trois-Rivières
  -  魁北克省Bécancour

### 美国切薩皮克灣
- 漢普頓錨地
- 諾福克
- 马里兰州 Salisbury
- 马里兰州 巴爾的摩

### 加勒比海
- 墨西哥 金塔納羅奧州切圖馬爾
- 貝里斯市
- Santo Tomás de Castilla
- Puerto Barrios
- Puerto Castilla
- Puerto Cortés
- 羅阿坦島
- 哥伦比亚 卡塔赫納 (哥倫比亞)
- 哥伦比亚 巴蘭基亞
- 委內瑞拉 La Guaira
- 委內瑞拉 馬拉開波
- 委內瑞拉 Puerto Cabello
- 委內瑞拉 Guanta
- 巴拿马 科隆
- 古巴 關塔那摩
- 古巴 聖地牙哥
- 牙买加 京斯敦
- 利蒙
- 波多黎各 Ponce
- 聖多明各港
- Puerto Plata
- Port Caucedo
- Port Rio Haina
- 庫拉索威廉斯塔德

### 墨西哥灣
- 美国港口
  - 得克薩斯州 Port of Beaumont
  - 得克薩斯州 科珀斯克里斯蒂 (得克薩斯州)
  - 得克薩斯州 加爾維斯敦 (德克薩斯州) 
  - 得克薩斯州 休斯頓
  -  亚拉巴马州 莫比爾 (亞拉巴馬州)
  -  密西西比州 格爾夫波特 (密西西比州) 
  -  路易斯安那州 Intracoastal City
  -  路易斯安那州 查爾斯湖 (路易西安那州) 
  -  路易斯安那州 Louisiana Offshore Oil Port
  -  路易斯安那州 Port Fourchon
  -  路易斯安那州 新奥尔良
  -  佛罗里达州 彭薩科拉 (佛羅里達州) 
  -  佛罗里达州 巴拿馬城 (佛羅里達州)
  -  佛罗里达州 Port of Tampa
- 墨西哥 Progreso, 尤卡坦州
- 墨西哥 坎佩切, 坎佩切州
- 墨西哥 Ciudad del Carmen, 坎佩切州
- 墨西哥 坦皮科, 塔毛利帕斯州
- 墨西哥 Veracruz, 韋拉克魯斯州
- 墨西哥 Coatzacoalcos, 韋拉克魯斯州
- 古巴 哈瓦那

### 帕里亞灣
- 千里達及托巴哥 Point Lisas
- 千里達及托巴哥 西班牙港
- 千里達及托巴哥 斯卡伯勒 (多巴哥)
- 委內瑞拉 Pedernales

### 南美大西洋港口
- 苏里南 帕拉馬里博
- 喬治敦
- 開雲
- 秘魯 伊基托斯
- 巴西 貝倫
- 巴西 福塔萊薩
- 巴西 Pecém
- 巴西 阿雷格里港
- 巴西 累西腓
- 巴西 里約熱內盧
- 巴西 桑托斯
- 巴西 聖保羅
- 巴西 維多利亞
- 巴西 薩爾瓦多
- 乌拉圭 蒙特維的亞
- 阿根廷 布宜諾斯艾利斯港
- 阿根廷 布蘭卡港
- 阿根廷 Rosales
- 阿根廷 Belgrano
- 阿根廷 烏斯懷亞

## 大西洋東岸
- 冰島 雷克雅未克
- 挪威 朗伊爾城
- 苏格兰 外赫布里底群島Stornoway
- 爱尔兰 Shannon/Foynes
- 爱尔兰 戈爾韋
- 西班牙 維戈
- 西班牙 El Musel, Gijón
- 西班牙 拉科魯尼亞
- 西班牙 加的斯
- 西班牙   拉斯帕爾馬斯
- 西班牙   聖克魯斯-德特內里費
- 葡萄牙  馬德拉 豐沙爾
- 葡萄牙 塞圖巴爾
- 葡萄牙 錫尼什
- 葡萄牙 波爾圖
- 葡萄牙 里斯本
- 摩洛哥 丹吉爾
- 摩洛哥 卡薩布蘭卡
- 弗里敦
- 刚果民主共和国 巴納納
- 塞内加尔 達喀爾
- 利比里亚 蒙羅維亞
- 安哥拉 盧安達
- 安哥拉 卡賓達
- 纳米比亚 鯨灣
- 南非 開普敦

### 加拿大哈德遜灣
- 亞懷亞特
- 丘吉爾

### 挪威海
- 挪威 希爾科內斯
- 挪威 亨墨菲斯
- 挪威 特羅姆瑟
- 挪威 哈爾斯塔
- 挪威 那維克
- 挪威 博德
- 挪威 奧勒松
- 挪威 特隆赫姆

### 厄勒海峽
- 丹麦 哥本哈根
- 瑞典 赫爾辛堡
- 瑞典 馬爾默

### 卡特加特海峽
- 丹麦 腓特烈西亚
- 丹麦 腓特烈港
- 丹麦 奧爾胡斯
- 丹麦 奧爾堡
- 瑞典 哥德堡
- 瑞典 哈爾姆斯塔德

### 北海
- 挪威 克里斯蒂安桑
- 挪威 卑爾根
- 挪威 奧斯陸
- 挪威 斯塔萬格
- 苏格兰 鴨巴甸
- 苏格兰 鄧迪
- 苏格兰 愛丁堡
- 苏格兰 Leith
- 苏格兰 Sullom Voe
- 英格兰 菲力斯杜港
- 英格兰 格里姆斯比
- 英格兰 布萊斯
- 英格兰 Harwich International Port
- 英格兰 Immingham
- 英格兰 候城
- 英格兰 倫敦
- 英格兰 米杜士堡
- 英格兰 紐卡索
- 英格兰 杜倫
- 英格兰 Thamesport, Isle of Grain
- 英格兰 Tilbury
- 比利时 奧斯坦
- 比利时 Port of Ghent
- 比利时 澤布呂赫
- 比利时 安特衛普
- 荷蘭 鹿特丹
- 荷蘭 泰爾訥普
- 荷蘭 Vlissingen
- 荷蘭 阿姆斯特丹
- 荷蘭 代爾夫宰爾
- 荷蘭 Eemshaven
- 德国 不来梅哈芬
- 德国 不来梅
- 德国 庫克斯港
- 德国 埃姆登
- 德国 漢堡
- 德国 威廉港&翡翠威悉港
- 丹麦 埃斯比約

### 英吉利海峽
- 英国
  -  英格兰 多佛
  -  英格兰 倫敦
  -  英格兰 紐黑文
  -  英格兰 Portland Harbour, 多塞特郡
  -  英格兰 樸茨茅斯
  -  英格兰 普利茅斯
  -  英格兰 Ramsgate
  -  英格兰 Shoreham-by-Sea
  -  英格兰 南安普敦
- 比利时 奧斯坦德
- 法國 康城 (Ouistreham)
- 法國 加萊
- 法國 瑟堡
- 法國 第厄普
- 法國 勒哈佛爾
- 法國 聖馬洛

### 愛爾蘭海
- 英国港口
  -  英格兰 Barrow-in-Furness
  -  英格兰 Ellesmere Port
  -  英格兰 Fleetwood
  -  英格兰 Garston
  -  英格兰 Heysham
  -  英格兰 利物浦
  -  英格兰 Runcorn
  -  苏格兰 Stranraer
  -  苏格兰 Cairnryan
  -  苏格兰 格拉斯哥
  -  北爱尔兰 貝爾法斯特
  -  北爱尔兰 拉恩
  -   卡地夫
  -   Milford Haven
  -   Mostyn
  -   Pembroke Dock
  -   斯溫西
  -   Fishguard
  -   Holyhead
  -  马恩岛 道格拉斯
- 爱尔兰港口
  - 都柏林
  - Drogheda
  - Dún Laoghaire
  - 鄧多克
  - 羅斯萊爾港

### 凱爾特海
- 爱尔兰 科克
- 爱尔兰 沃特福德 (芒斯特省)
- 法國 布列斯特

### 比斯開灣
- 法國 巴約納
- 法國 波爾多
- 法國 拉羅歇爾
- 法國 Les Sables-d'Olonne
- 法國 南特
- 西班牙 阿維萊斯
- 西班牙 聖塞巴斯提安
- 西班牙 桑坦德 (西班牙)
- 西班牙 Pasaia
- 西班牙 畢爾包

### 地中海

#### 阿爾沃蘭海
- 西班牙 馬貝拉
- 西班牙 馬拉加
- 西班牙 阿爾梅里亞
- 西班牙 梅利利亞
- 摩洛哥 得土安
- 摩洛哥 胡塞馬
- 摩洛哥 納祖爾

#### 歐洲港口
- 法國 馬賽
- 西班牙 Ports of the Land of Valencia
- 西班牙 卡斯特利翁-德拉普拉納
- 西班牙 巴塞隆納
- 西班牙 華倫西亞
- 西班牙 阿爾赫西拉斯
- 西班牙 卡塔赫納 (西班牙)
- 西班牙   帕爾馬 (西班牙)
- 英国  直布罗陀
- 賽普勒斯 拉納卡
- 賽普勒斯 利馬索爾

#### 利古里亞海
- 義大利 薩丁尼亞島 卡利亞里
- 義大利 熱那亞
- 義大利 拉斯佩齊亞
- 義大利 里窝那

#### 第勒尼安海
- 義大利 巴勒摩
- 義大利 拿坡里
- 義大利 Gioia Tauro

#### 亞得里亞海
- 義大利 巴里
- 義大利 佩斯卡拉
- 義大利 安科納
- 義大利 威尼斯
- 義大利 的里雅斯特
- 斯洛維尼亞 科佩爾
- 里耶卡
- 斯普利特
- 普洛切
- 蒙特內哥羅 布德瓦
- 蒙特內哥羅 巴爾
- 阿尔巴尼亚 Shën Gjin
- 阿尔巴尼亚 都拉斯
- 阿尔巴尼亚 夫羅勒

#### 愛奧尼亞海
- 義大利 塔蘭托
- 義大利 卡塔尼亞
- 希腊 克基拉市

位於哥林斯灣:
- 希腊 帕特雷
- 希腊 科林斯

#### 愛琴海
希腊港口:
- 亞歷山德魯波利斯
- 卡瓦拉
- 塞薩洛尼基（薩羅尼卡）
- 沃洛斯
- 埃维亚岛 哈爾基斯
- 比雷埃夫斯（雅典的外港）
- 埃萊夫西納
- 拉夫里翁
- 錫羅斯島 埃爾穆波利
- 克里特島 伊拉克利翁
- 罗得岛 羅得
- 希俄斯岛 希俄斯镇
- 莱斯沃斯岛 米蒂利尼

 土耳其港口:
- 伊茲密爾
- 庫沙達瑟
- 博德魯姆
- 達特恰

#### 西亞港口
- 土耳其港口
  - 馬爾馬里斯港
  - 費特希耶
  - 安塔利亞
  - 梅爾辛
  - 伊斯肯德倫
- 叙利亚 拉塔基亞
- 黎巴嫩 貝魯特
- 黎巴嫩 賽達 (黎巴嫩城市)
- 黎巴嫩 的黎波里 (黎巴嫩)
- 以色列 特拉維夫
- 以色列 海法
- 以色列 阿什杜德
- 以色列 亞實基倫

#### 北非港口
- 埃及 亞歷山大里亞
- 埃及 塞得港
- 埃及 Mersa Matruh
- 利比亞 Bardia
- 利比亞 班加西
- 利比亞 的黎波里
- 突尼西亞 突尼斯
- 阿尔及利亚 阿爾及爾
- 阿尔及利亚 奧蘭

### 馬摩拉海
- 土耳其 伊斯坦堡
- 土耳其 伊茲密特
- 土耳其 泰基爾達

### 黑海
- 俄羅斯 新羅西斯克
- 乌克兰 塞瓦斯托波尔
- 乌克兰 敖德薩
- 羅馬尼亞 康斯坦察
- 羅馬尼亞 曼加利亞
- 羅馬尼亞 Midia, Năvodari
- 保加利亚 布爾加斯
- 保加利亚 瓦爾納
- 土耳其 Port of Erdemir
- 土耳其 薩姆松
- 土耳其 特拉布宗
- 格鲁吉亚 巴統
- 格鲁吉亚 蘇呼米

### 亞速海
- 俄羅斯 亚速夫
- 俄羅斯 塔甘羅格
- 俄羅斯 葉伊斯克
- 乌克兰 Berdiansk
- 乌克兰 馬里烏波爾

### 幾內亞灣
- 阿必尚
- 阿克拉
- 多哥 洛美
- 奈及利亞 卡拉巴爾
- 奈及利亞 拉各斯
- 奈及利亞 Port Harcourt
- 喀麦隆 杜阿拉
- 赤道几内亚 馬拉博
- 加彭 利伯维尔

## 北冰洋

### 巴倫支海
- 挪威 Honningsvåg
- 挪威 Vardø
- 俄羅斯 坎達拉克沙
- 俄羅斯 摩爾曼斯克
- 俄羅斯 北莫爾斯克
- 俄羅斯 納里揚馬爾

### 俄羅斯白海
- 白海城
- Vitino
- 阿爾漢格爾斯克

### 卡拉海
- 俄羅斯 伊加爾卡
- 俄羅斯 Dikson
- 俄羅斯 杜金卡 （位於流入卡拉海的葉尼塞河畔）

### 拉普捷夫海
- 俄羅斯 Tiksi

### 東西伯利亞海
- 俄羅斯 佩韋克
- 俄羅斯 Logashkino

### 波弗特海
- 美國 阿拉斯加州港口
  - 巴羅 (阿拉斯加州) 
  - 普拉德霍灣

## 印度洋
- 斯里蘭卡 可倫坡
- 印度 安達曼-尼科巴群島布萊爾港
- 印度尼西亞 雅加達
- 港口
  - 西澳大利亞 珀斯
  - 西澳大利亞 費利曼圖
  - 西澳大利亞 Port Hedland
  -  南澳大利亞州 阿德雷得
  -  南澳大利亞州 Port Pirie
  -  南澳大利亞州 林肯港 
  -  南澳大利亞州 Portland
- 摩加迪休
- 模里西斯 路易港
- 蒙巴薩
- 坦桑尼亚 坦噶
- 坦桑尼亚 三兰港
- 莫桑比克 馬布多
- 南非 伊莉莎白港
- 南非 德班
- 南非 Richards Bay

### 紅海
- 葉門 荷台達
- 沙烏地阿拉伯 吉達
- 沙烏地阿拉伯 Jizan
- 沙烏地阿拉伯 Farasan (city)
- 沙烏地阿拉伯 Duba
- 沙烏地阿拉伯 Rabigh
- 沙烏地阿拉伯 延布
- 以色列 埃拉特
- 约旦 亞喀巴
- 埃及 蘇伊士
- 埃及 赫爾格達
- 苏丹 苏丹港
- 阿薩布
- 馬薩瓦

### 亞丁灣
- 葉門 亞丁
- 索馬里蘭 柏培拉
- 吉布地市

### 阿曼灣
- 伊朗 Port of Chabahar
- 阿曼 馬斯喀特
- 阿联酋 Khawr Fakkan

### 波斯灣
- 伊朗 阿巴斯港
- 伊朗 Bandar Imam Khomeini
- 伊拉克 巴斯拉
- 科威特 科威特城
- 多哈
- 巴林 麥納瑪
- 沙烏地阿拉伯 达曼
- 沙烏地阿拉伯 Khafji
- 沙烏地阿拉伯 寇巴尔
- 沙烏地阿拉伯 朱拜勒
- 沙烏地阿拉伯 Ras Tanura
- 阿联酋 杜拜
- 阿联酋 Hamriyah Port, Sharjah
- 阿联酋 杰贝阿里港

### 阿拉伯海
- 阿曼 塞拉萊
- 巴基斯坦 港口
  - 俾路支省 瓜達爾港
  -  信德省 卡西姆港
  -  信德省 卡拉奇港
  -  信德省 盖蒂本德尔港
- 印度港口
  - 古吉拉特邦 巴魯奇縣
  - 古吉拉特邦 巴夫那加爾
  - 古吉拉特邦 Kandla
  - 古吉拉特邦 洛塔
  - 古吉拉特邦 Mundra
  - 古吉拉特邦 博爾本德爾
  - 古吉拉特邦 蘇拉特
  - 古吉拉特邦 Veraval
  - Mundra, Gujarat,India （页面存档备份，存于）
  - 馬哈拉施特拉邦 Jawaharlal Nehru Port (Mumbai)
  - 馬哈拉施特拉邦 孟買
  - 馬哈拉施特拉邦 Ratnagiri
  - 果阿邦 Marmagao
  - 果阿邦 帕納吉
  - 卡納塔克邦 芒伽羅
  - 喀拉拉邦 阿勒皮
  - 喀拉拉邦 科澤科德
  - 喀拉拉邦 柯枝

### 印度胡格利河
- 西孟加拉邦 霍爾迪亞
- 西孟加拉邦 加爾各答

### 孟加拉灣
- 印度 泰米爾納德邦 清奈
- 印度 泰米爾納德邦 Ennore
- 印度 泰米爾納德邦 納加帕蒂南
- 印度 泰米爾納德邦 Tuticorin
- 印度 安得拉邦 卡基納達
- 印度 安得拉邦 默蘇利珀德姆
- 印度 安得拉邦 維沙卡帕特南
- 印度 奧里薩邦 Paradeep
- 印度 奧里薩邦 Dhamra
- 蒙格拉
- 吉大港
- 緬甸 實兌

### 安達曼海
- 緬甸 仰光
- 緬甸 毛淡棉
- 緬甸 丹老
- 印度尼西亞 棉蘭

### 马六甲海峽、柔佛海峽
- 马来西亚 巴生港
  - 北港
  - 西港
  - 南点（Southpoint）
- 马来西亚 槟城港
- 马来西亚 马六甲皇京港
- 马来西亚 柔佛港（巴西古当港）
- 马来西亚 柔佛丹绒浪沙港
- 马来西亚 丹戎帕拉帕斯港
- 新加坡 新加坡港

### Port Phillip
- 維多利亞州 基隆
- 維多利亞州 墨爾本

## 西太平洋港口
- 日本 苫小牧市（苫小牧港）
- 日本 室蘭市（室蘭港）
- 日本 仙台市（仙台鹽釜港）
- 日本 千葉縣（千葉港）
- 日本 橫濱市（橫濱港）
- 日本 靜岡市（清水港）
- 日本 名古屋市（名古屋港）
- 日本 四日市市（四日市港）
- 中華民國 花蓮港（輔助港蘇澳港）
- 菲律賓 阿爾拜省 Legazpi City

### 白令海
- 美国 阿拉斯加诺姆
- 俄羅斯 阿納德爾
- 俄羅斯 堪察加彼得罗巴甫洛夫斯克

### 鄂霍次克海
- 俄羅斯 鄂霍次克
- 俄羅斯 馬加丹

### 黑龍江（阿穆爾河）
- 中华人民共和国 哈爾濱
- 俄羅斯 伯力
- 俄羅斯 海蘭泡
- 俄羅斯 廟街

### 日本海
- 俄羅斯 海參崴
- 罗津
- 清津
- 兴南
- 元山
- 大韓民國 江陵
- 大韓民國 釜山
- 大韓民國 蔚山
- 日本 新潟縣（新潟港）
- 日本 富山縣（伏木富山港）
- 日本 福岡市（博多港）

### 日本瀨戶內海
- 日本 和歌山縣（和歌山下津港）
- 日本 大阪府（堺泉北港）
- 日本 大阪府（大阪港）
- 日本 神戶市（神戶港）
- 日本 姫路市（姫路港）
- 日本 岡山縣（水島港）
- 日本 廣島縣（廣島港）
- 日本 山口縣（徳山下松港）
- 日本 下關市（下關港）
- 日本 北九州市（北九州港）

### 黃海
- 中华人民共和国港口 
  - 遼寧省 丹東港
  - 遼寧省 大連港
  - 遼寧省 旅順港
  - 山東省 威海
  - 山東省 青島港
  - 山東省 黃島油港
  - 山東省 日照
  - 山東省 煙台
  - 江蘇省 連雲港港
- 南浦
- 新義州
- 大韓民國 木浦
- 大韓民國 群山
- 大韓民國 海南郡
- 大韓民國 仁川

### 中华人民共和国渤海
- 遼寧省
  - 旅顺新港
  - 錦州
  - 營口
- 河北省
  - 秦皇島
- 天津港
- 河北省
  - 黄骅港
- 山東省
  - 東營

### 中华人民共和国長江
- 四川省 宜賓市
- 四川省 瀘州市
- 重慶市
- 湖北省 宜昌
- 湖北省 武漢
- 江西省 九江
- 安徽省 马鞍山
- 江蘇省 蘇州港
- 江蘇省 南京港
- 上海港

### 東海
- 中华人民共和国 浙江省 寧波舟山港
- 中华人民共和国 浙江省 台州
- 中华人民共和国 浙江省 溫州港
- 中華民國 基隆港
- 日本 那霸
- 日本 熊本
- 日本 长崎港

### 台灣海峽
- 中华人民共和国港口
  - 福建省 三都澳
  - 福建省 福州港
  - 福建省 马尾港
  - 福建省 莆田港
  - 福建省 泉州港
  - 福建省 廈門港
- 中華民國港口
  - 連江縣 馬祖港
  - 金門縣 金門港
  - 高雄市 高雄港（輔助港安平港）
  - 基隆市 基隆港（輔助港台北港）
  - 臺中市 臺中港

### 中华人民共和国珠江
- 廣西壯族自治區 梧州
- 廣東省 廣州港
- 廣東省 江門港

### 南海
- 中华人民共和国港口
  - 廣東省 汕頭
  - 廣東省 潮州
  - 廣東省 深圳港
  - 廣東省 深圳鹽田港
  - 廣東省 江門广海港
  - 廣東省 珠海
  - 廣東省 湛江港
  - 廣西壯族自治區 北海
  - 廣西壯族自治區 欽州
  - 廣西壯族自治區 防城港
  - 海南省 海口港
  - 海南省 三亞港
  -  香港 維多利亞港
  -  香港 葵涌貨櫃碼頭
  -  香港 屯門內河碼頭
  -  澳門 九澳港
- 越南 海防
- 越南 峴港
- 越南 金兰港
- 越南 胡志明港（西貢港）
- 越南 Van Phong
- 菲律賓 宿霧
- 菲律賓 馬尼拉
- 菲律賓 Port of Subic
- 柬埔寨 貢布 (城市)
- 柬埔寨 西哈努克市
- 泰國 曼谷港
- 泰國 林查班
- 马来西亚 登嘉樓甘马挽港
- 马来西亚 彭亨關丹港
- 马来西亚 沙巴亞庇港
- 马来西亚 納閩港
- 马来西亚 砂拉越古晉港
- 汶莱港

## 南太平洋
- 美国 夏威夷檀香山港
- 法國 新喀里多尼亞 努美阿
- 維拉港
- 新西兰
  - 奧克蘭
  - Port Chalmers
  - 威靈頓
  - 陶朗加
  - Timaru
  - 利特爾頓
  - 內皮爾港

### 阿拉弗拉海
- 港口
  -  北领地 達爾文港

### 珊瑚海
- 莫爾茲比港
- 港口
  -  昆士兰州布里斯班港
  -  昆士兰州格列士敦
  -  昆士兰州Hay Point,
  -  昆士兰州湯斯維爾 (昆士蘭州)

### 卡奔塔利亞灣
- 港口
  -  昆士兰州 Weipa

### 塔斯曼海
- 港口
  -  新南威爾士州 紐卡索
  -  新南威爾士州 Port Kembla
  -  新南威爾士州 Botany Bay (Port Botany),
  -  新南威爾士州 雪梨港
  -  新南威爾士州 臥龍崗市 (新南威爾士州) 
  -  塔斯馬尼亞州 荷巴特
- 新西兰 新普利茅斯

## 東太平洋

### 阿拉斯加灣
- 美国港口
  -  阿拉斯加州 安克拉治
  -  阿拉斯加州 朱諾

### 美国华盛顿州普吉特海灣
- 西雅圖
- 塔可瑪
- 埃弗里特
- 肯特
- 貝爾維尤
- 費德勒爾韋

### 美国沙加緬度河
- 加利福尼亚州 薩克拉門托

### 美国加利福尼亚州舊金山灣
- 奧克蘭港
- 紅木城
- 列治文 (加利福尼亞州)
- 舊金山（三藩市）
- 瓦列霍 (加利福尼亞州)
- 史塔克頓 (加利福尼亞州)
- Pittsburg

### 其他北美太平洋港口
- 加拿大   港口
  - 溫哥華
  - 維多利亞 (不列顛哥倫比亞)
  - Port of Prince Rupert
  - Fraser Port
  - 納奈莫
  - 素里
- 美国港口
  -  华盛顿州 Port of Longview
  -  俄勒冈州 Port of Portland (Oregon)
  -  加利福尼亚州 洛杉磯
  -  加利福尼亚州 尤里卡 (加利福尼亞州)
  -  加利福尼亚州 長灘
  -  加利福尼亚州 Port Hueneme
  -  加利福尼亚州 聖迭戈
- 墨西哥港口
  - 阿卡普爾科
  - Cabo San Lucas
  - 恩森那達
  - Guaymas
  - 拉巴斯 (南下加利福尼亞州) 
  - Mazatlán
  - 巴亞爾塔港
- 尼加拉瓜 Corinto
- Caldera, Puntarenas
- 巴拿马 巴拿馬城港

### 南美太平洋港口
- 瓜亞基爾
- 秘魯 卡亞俄
- 秘魯 特魯希略 (秘魯)
- 秘魯 利馬
- 智利港口
  - 伊基克
  - 托科皮亞
  - 安托法加斯塔
  - Saint Anthony
  - 卡爾德拉
  - 科金博
  - 比尼亞德爾馬
  - 瓦爾帕萊索
  - 塔爾卡瓦諾
  - 瓦爾迪維亞
  - 蒙特港
  - 卡斯特羅市
  - 蓬塔阿雷納斯（位於麥哲倫海峽）

## 外部連結
- Port database at www.portvision.eu
- Information about the European harbour network